# Necla Kelek
Necla Kelek, née à Istanbul le 31 décembre 1957, est une sociologue allemande d'origine turque.

## Biographie
Ses parents s'installent en Allemagne au cours de son adolescence. Necla Kelek assiste à l'islamisation progressive de la communauté turque d'Allemagne. Elle s'affranchit de la tutelle de son père, un traditionaliste rigoureux, pour commencer des études de sociologie. Elle devient spécialiste des questions de mariage forcé et d'« importation d'épouses » (des jeunes filles, pour la plupart anatoliennes, souvent illettrées, sont mariées contre une certaine somme d'argent à des Turcs résidant en Allemagne, puis amenées dans ce pays sans en connaître et sans pouvoir en apprendre la langue, les coutumes et les lois).
Elle mène des enquêtes sur le terrain parmi les femmes de la minorité musulmane, donne des conférences et travaille comme conseillère juridique pour les parlements régionaux de Hambourg (son Land et sa ville de résidence) et du Bade-Wurtemberg. Elle se bat avec succès pour le durcissement des lois contre les mariages arrangés ou forcés ; début 2005, ses propositions sont adoptées par le Landtag de Bade-Wurtemberg.
En 2010, elle apporte son soutien à Thilo Sarrazin sur son constat de l’échec de l'intégration de la communauté turco-musulmane en Allemagne.
En 2015, elle s'exprime de façon critique vis-à-vis de la crise migratoire en Europe dans le magazine Focus, déclarant notamment que « la société allemande doit montrer les limites aux réfugiés, car avec eux arrivent des conflits ethniques, religieux et culturels » et que ceux-ci « doivent changer s'ils veulent venir dans cette société ». Elle précise que « leur socialisation et leur conditionnement culturel est marqué par la violence, la soumission des femmes aux hommes, de l'individu à la communauté religieuse, à la famille, au clan. ». Elle soulève enfin le problème des organisations islamiques et les missionnaires financés par la Turquie, le Koweït, le Qatar et l'Arabie saoudite, qui continuent à intégrer les immigrants dans leurs communautés, mais aucunement dans le pays d'accueil.

## Publications

### Réactions
Son livre La Fiancée importée, publié début 2005, a suscité un débat national en Allemagne. Le ministre de l'Intérieur de l'époque, Otto Schily, en a écrit une critique élogieuse dans l'hebdomadaire Der Spiegel.
Son livre suivant, Plaidoyer pour la libération de l'homme musulman, paru en 2006, a lui aussi suscité de vifs débats dans son pays.

### Livres traduits en français
- La Fiancée importée : La Vie turque en Allemagne vue de l'intérieur [« Die fremde Braut »]  (trad. Jacqueline Chambon, Johannes Honigmann), Editions Jacqueline Chambon, coll. « Métro », 2005, 229 p. (ISBN 978-2-87711-292-5)
- Plaidoyer pour la libération de l'homme musulman [« Die verlorenen Söhne. Plädoyer für eine Befreiung des türkisch-moslemischen Mannes »]  (trad. de l'allemand par Johannes Honigmann), Paris, Editions Jacqueline Chambon, coll. « EDITIONS JACQUE », 2007, 218 p. (ISBN 978-2-87711-317-5)

### Livres en allemand
- 2012: Chaos der Kulturen: Die Debatte um Islam und Integration. Kiepenheuer & Witsch, Cologne,  (ISBN 978-3-462-04428-7)[5]
- 2010: Über die Freiheit im Islam. (Vontobel-Schriftenreihe. Nr. 1950.) Zürich[6].
- 2010: Himmelsreise. Mein Streit mit den Wächtern des Islam. Kiepenheuer & Witsch, Cologne,  (ISBN 978-3-462-04197-2)
- 2009: Wohin steuert die Türkei? Schlüsselland zwischen Okzident und Orient. (PDF; 50 kB) NZZ Podium vom 2. April 2009.
- 2008: Bittersüße Heimat. Bericht aus dem Inneren der Türkei. Kiepenheuer & Witsch, Cologne,  (ISBN 978-3-462-04042-5)
- 2007: Türkische Karriere. Allein unter Männern. In Anatolien. In: Ulrike Ackermann (Hrsg.): Welche Freiheit. Plädoyers für eine offene Gesellschaft. Matthes & Seitz Berlin, Berlin,  (ISBN 978-3-88221-885-5)[7]
- 2007: Erziehungsauftrag und Integration: Eine Auseinandersetzung mit Integrationshemmnissen. In: Deutsche Jugend, Vol. 55, No. 2, S. 53–59.
- 2007: Die Stereotype des Mr. Buruma. In: Thierry Chervel, Anja Seeliger (Hrsg.): Islam in Europa. Eine internationale Debatte. Suhrkamp, Frankfurt a.M.,  (ISBN 978-3-518-12531-1), S. 110–116 (édition suhrkamp 2531, Dokumentation einer Debatte, die zuvor im selben Jahr in den Internetplattformen perlentaucher.de und signandsight geführt wurde)
- 2006: Die verlorenen Söhne. Plädoyer für die Befreiung des türkisch-muslimischen Mannes. Kiepenheuer & Witsch, Cologne,  (ISBN 3-462-03686-6)[8]
- 2005: Die fremde Braut. Ein Bericht aus dem Inneren des türkischen Lebens in Deutschland. Kiepenheuer & Witsch, Cologne,  (ISBN 3-462-03469-3)[9],[10],[11]
- 2002: Islam im Alltag. Islamische Religiosität und ihre Bedeutung in der Lebenswelt von Schülerinnen und Schülern türkischer Herkunft. Waxmann, Münster,  (ISBN 3-8309-1169-6) (Zugleich Dissertation an der Universität Hamburg 2001)

### Livres en anglais
- 2011: The Freedom that I Mean... or The Heart – or Wurst – of the Matter, in: Robertson-von Trotha, Caroline Y. (Hrsg.): Europe: Insights from the Outside (= Kulturwissenschaft interdisziplinär/Interdisciplinary Studies on Culture and Society, Bd. 5), Nomos Verlag, Baden-Baden,  (ISBN 978-3-8329-5583-0)

### Articles
- "Freiheit, die ich meine" (Freedom that I mean), FAZ, December 15, 2007
- "Das Minarett ist ein Herschaftssymbol" (The minarette is a symbol of control), FAZ, June 5, 2007
- "Beitrag zum Integrationsstreit zwischen Ian Buruma und Pascal Bruckner" (Article on the integration dispute between Ian Buruma and Pascal Bruckner), Perlentaucher, February 5, 2007
- "Heimat, ja bitte!" (Home country, yes please!), Zeit, March 9, 2006, No. 11 (Excerpt from the last chapter of "Die verlorenen Söhne")
- "Sie haben das Leid anderer zugelassen!" (You have allowed the misfortune of others!), Die Zeit, February 8, 2006, No. 7, "Eine Antwort auf den offenen Brief von 60 Migrationsforschern: Sie ignorieren Menschenrechtsverletzungen, weil sie nicht in ihr Konzept von Multikulturalismus passen." (An answer to the open letter of 60 migration researchers: You ignore human rights violations because they do not fit in your concept of multiculturalism.)
- Speech of gratitude for the Geschwister-Scholl-Preis, taz, November 15, 2005 (excerpt)
- "Anwälte einer Inszenierung" (Advocates of a production), Zeit, September 17, 2005, Report about the Hatun Sürücü trial by N. Kelek. Sürücü, from a strongly religious Muslim family, was murdered by her family in February 2005 for leaving a forced marriage and leading a Western lifestyle.

## Prix et récompenses
- 2005 : Prix frère et sœur Scholl
- 2006 : Mercator-Professeur de l'Université de Duisbourg et Essen[12]
- 2006 : Prix Corine pour son  livre Plaidoyer pour la libération de l'homme musulman[3].